# Sporormiella subtilis
Sporormiella subtilis är en svampart som tillhör divisionen sporsäcksvampar, och som beskrevs av S.Iktikhar Ahmed och Roy Franklin Cain. Sporormiella subtilis ingår i släktet Preussia, och familjen Sporormiaceae. Arten är reproducerande i Sverige.